# SV Böblingen
Die Sportvereinigung Böblingen (kurz SV Böblingen) wurde am 20. Oktober 1945 gegründet und ist mit (Stand: 20. Juli 2018) über 6.800 Mitgliedern in 25 Abteilungen der größte Verein in Böblingen. Die Vereinsfarben sind Blau-Weiß. Die erste Fußball-Mannschaft spielt in der siebtklassigen Landesliga Württemberg. Außerdem ist der Club in der Tischtennis-Bundesliga der Damen vertreten. Der Verein bietet 25 Fachsportabteilungen: Aikido, Badminton, Basketball, Bowling, Boxen, Cheerleader, Eisstocksport, Faustball, Fechten, Fußball, Gymnastik, Handball, Hockey, Judo, Karate, Kindersport, Leichtathletik, Schach, Schwimmen, Ski, Tauchen, Tennis, Tischtennis, Turnen und Volleyball.

## Basketball
Die erste Basketballmannschaft der Herren, die Böblingen Panthers, spielt in der Oberliga Württemberg, die Damen 1 spielen in der Regionalliga Baden-Württemberg. Daneben nehmen zwei weitere Herren- und eine weitere Damenmannschaft am Spielbetrieb teil. Die Basketballabteilung unterhält zudem mehrere Teams der weiblichen und männlichen Jugend.

## Fußball

### Geschichte der Abteilung Fußball
Der Verein wurde am 20. Oktober 1945 im Gasthof zum Bären gegründet. Vorläufervereine der Fußballabteilung waren der 1924 gegründete FV Böblingen sowie der Vfl Böblingen, aus denen ca. 1940 die SG Böblingen entstand. Die SG Böblingen erreichte 1942 die erste Hauptrunde des Tschammerpokals, in der sie den Stuttgarter Kickers mit 2:3 unterlag.
1955 wurde die SV Böblingen Meister der A-Klasse Stuttgart und stieg in die 2. Amateurliga Württemberg auf. Dort gewann man 1964 den Meistertitel und stieg in die 1. Amateurliga Baden-Württemberg auf.
Nach dem Abstieg in die A-Klasse Böblingen/Calw 1975 gelangte man erneut zur Meisterschaft und stieg abermals in die 2. Amateurliga Württemberg auf.
Doch auch diesmal konnte die Klasse nicht gehalten werden und so musste man erneut in der A-Klasse Böblingen/Calw antreten. 1978 erlangte sie dort erneut den Meistertitel und stiegen in die neue Landesliga Staffel III auf. 1984 wurden sie Meister in der Landesliga und stieg in die Verbandsliga Württemberg auf.
Am 8. Mai 1990 spielte die SV Böblingen gegen FC Bayern München und verlor das Spiel 1:2 (1:0). Dies war gleichzeitig das Ablösespiel für Torhüter Sven Scheuer.
Nach Abstieg kam man 1991 erneut zum Meistertitel in der Landesliga und stieg erneut in die Verbandsliga Württemberg auf.
1992 gewann die 2. Mannschaft der SV Böblingen den Bezirkspokal gegen den SC Neubulach durch ein 2:1.
1993 stand man dann im Endspiel um den WFV-Pokal gegen TSF Ditzingen verlor jedoch mit 2:3.
Ein historischer Vereinstag war der 4. August 1993. Man spielte die erste Runde im DFB-Pokal und verlor 0:5 gegen Bundesligist MSV Duisburg vor 4.500 Zuschauern.
1996 gelang der Aufstieg in die Oberliga Baden-Württemberg, jedoch erfolgte 1999 der Abstieg aus der Oberliga Baden-Württemberg in die Verbandsliga Württemberg und 2006 ein weiterer Abstieg in die Landesliga Staffel III. Nach dem Aufstieg 2011 spielte die SV Böblingen wieder in der Verbandsliga Württemberg. Nachdem in der Saison 2015/16 lediglich der 14. Tabellenplatz erreicht werden konnte, stieg der Verein 2016 in die Landesliga Württemberg ab. Im Mai 2023 starb Fritz Aichele, der 28 Jahre die Fußballabteilung des Vereins geleitet hatte, im Alter von 86 Jahren.

### Platzierungen der ersten Fußballmannschaft seit 1995
| Saison  | Liga                               | Ebene | Platz |
| ------- | ---------------------------------- | ----- | ----- |
| 1995/96 | Verbandsliga Württemberg           |       | 01.   |
| 1996/97 | Oberliga Baden-Württemberg         |       | 12.   |
| 1997/98 | Oberliga Baden-Württemberg         |       | 10.   |
| 1998/99 | Oberliga Baden-Württemberg         |       | 17.   |
| 1999/00 | Verbandsliga Württemberg           |       | 03.   |
| 2000/01 | Verbandsliga Württemberg           |       | 02.   |
| 2001/02 | Verbandsliga Württemberg           |       | 05.   |
| 2002/03 | Verbandsliga Württemberg           |       | 07.   |
| 2003/04 | Verbandsliga Württemberg           |       | 02.   |
| 2004/05 | Verbandsliga Württemberg           |       | 10.   |
| 2005/06 | Verbandsliga Württemberg           |       | 13.   |
| 2006/07 | Landesliga Staffel III Württemberg |       | 04.   |
| 2007/08 | Landesliga Staffel III Württemberg |       | 06.   |
| 2008/09 | Landesliga Staffel III Württemberg |       | 02.   |
| 2009/10 | Landesliga Staffel III Württemberg |       | 08.   |
| 2010/11 | Landesliga Staffel III Württemberg |       | 01.   |
| 2011/12 | Verbandsliga Württemberg           |       | 06.   |
| 2012/13 | Verbandsliga Württemberg           |       | 07.   |
| 2013/14 | Verbandsliga Württemberg           |       | 11.   |
| 2014/15 | Verbandsliga Württemberg           |       | 12.   |
| 2015/16 | Verbandsliga Württemberg           |       | 14.   |
| 2016/17 | Landesliga Staffel III Württemberg |       | 06.   |
| 2017/18 | Landesliga Staffel III Württemberg |       | 03.   |
| 2018/19 | Landesliga Staffel III Württemberg |       | 02.   |
| 2021/22 | Landesliga Staffel III Württemberg |       | 09.   |
| 2022/23 | Landesliga Staffel III Württemberg |       | 06.   |
| 2023/24 | Landesliga Staffel III Württemberg |       | 06.   |
| 2024/25 | Landesliga Staffel II Württemberg  |       |       |

## Hockey
Die 1. Herrenmannschaft spielt auf dem Feld in der Regionalliga Süd und in der Halle in der 2. Bundesliga Süd. Die 1. Damenmannschaft spielt auf dem Feld und in der Halle in der Oberliga Baden-Württemberg.

## Tischtennis
2015 waren in der Tischtennisabteilung zwei Damen-, sechs Herren- und sieben Jungenmannschaften aktiv. Die erste Damenmannschaft spielte in der Tischtennis-Bundesliga, die erste Herrenmannschaft in der Verbandsklasse Süd.
Geschichte
Am 1. September 1951 wurde die Tischtennisabteilung von Kurt Bauerheim, Uli Bögel, Alfred Hamm, Otmar Kunz, Johann Pokorny und Werner Stawski gegründet. Unter dem Jugendleiter Fritz Roesler verzeichnete der Jugendbereich in den 1960er Jahren zahlreiche Erfolge auf Landesebene. 1965 stieg die Herrenmannschaft in der Besetzung Helmut Neusser, Peter Förster, Ernst Kegreiß, Hermann Dierich, Gerold Pfrommer und Siegfried Hoyler in die Oberliga, die damals höchste deutsche Spielklasse, auf. 1971 stieg sie wieder ab. Abteilungsleiter von 1981 bis zu seinem Tod war Frank Tartsch (* 1950; † 2024). Von 1981 bis 1991 kletterte das Damenteam von der Landesliga in die Erste Bundesliga. Das Aufstiegsteam 1991 bestand aus Bettina Westphal, Nicole Delle, Michele Paler, Daniela Bätzner und Carmen Steiger. Herausragende Spielerin war die Chinesin He Quianhong (später Qianhong Gotsch). Auch sie konnte trotz ihrer 51:1-Bilanz den Abstieg am Ende der Saison 1991/92 nicht verhindern. 1993 gelang der Wiederaufstieg und in Folge ein siebter Tabellenplatz in der Bundesliga. 1999 stieg die Mannschaft wieder ab, ein Jahr später sogar noch einmal in die dritthöchste Spielklasse. 2006 kehrten Qianhong Gotsch, Irene Ivancan und Mie Skov (Dänemark) mit den Trainern Martin Keller und Henning Meier wieder in die Erste Bundesliga zurück und erreichten in der Folgesaison Platz sieben.
Mit Trainer Volker Ziegler erreichte das Team 2007/2008 Platz 6, 2008/2009 und 2009/2010 Platz 5, 2010/2011 Platz 4, 2011/2012 Platz 5, 2012/2013 Platz 6 und 2013/2014 Platz 5.
Den Kern des Teams bildeten immer das erfahrene Trio Qianhong Gotsch, Nicole Struse und Yanhua Xu. Das Team wurde durch verschiedene Spielerinnen ergänzt, wie Mie Skov, Fulya Yildirim geb. Özler, Rosalia Stähr, Alexandra Schankula geb. Urban und Anja Schuh.
Zur Saison 2014/15 kam es zu einem großen Umbruch. Nach Nicole Struse beendete auch Yanhua Xu ihre aktive Spielerkarriere. Neben Qianhong Gotsch wurde die Japanerin Mitsuki Yoshida als zweite Spitzenspielerin verpflichtet. Komplettiert wurde das Team mit den beiden jungen deutschen Nationalspielerinnen Anja Schuh und Julia Kaim.
Neben Volker Ziegler, der seit dem 1. Februar 2013 als Bundestrainer der Behinderten-Nationalmannschaft tätig war, wurde Matthias Landfried als Trainer verpflichtet. Das Team wurde unterstützt vom Betreuer Ingo Gotsch.
Zum Ende der Saison 2023/24 zog der Verein die Damenmannschaft aus der Bundesliga zurück, weil nach dem Tod von Frank Tartsch die personelle Organisation nicht mehr gewährleistet war.
Der Verein organisierte viele nationale und internationale Turniere, darunter mehrere deutsche Meisterschaften.
Quellen
- Chronik – SV Böblingen Saisonreport Tischtennis 2009/2020, Seite 79–82
- Manfred Kretschmer: Optimismus vor dem Schlagerspiel, Zeitschrift DTS, 1992/11 Seite 23
- Festschrift – 50 Jahre Tischtennis-Abteilung der Sportvereinigung Böblingen e. V. – 1951–2001